# 佐藤禎一
佐藤 禎一（さとう ていいち、1941年（昭和16年） - ）は、日本の官僚。元文部事務次官。NPO法人大学経営協会会長。大分県出身。

## 来歴
京都大学法学部卒業後、文部省入省。文化庁次長、学術国際局長、大臣官房長を経て、1997年（平成9年）に文部事務次官。
退官後は、2000年（平成12年）日本学術振興会理事長、2003年（平成15年）ユネスコ日本政府代表部特命全権大使を歴任し、2007年（平成19年）からは東京国立博物館長を務めた。

## 略歴
- 1963年（昭和38年） 国家公務員採用上級甲種試験（法律）合格
- 1964年（昭和39年）
  - 3月 京都大学法学部卒業
  - 4月 文部省入省
- 1971年（昭和46年）9月 福岡県教育委員会教職員課長
- 1973年（昭和48年）12月 文部省大臣官房人事課補佐
- 1974年（昭和49年）9月 文部省大学学術局大学課課長補佐
- 1979年（昭和54年）4月 文部省大臣官房会計課副長
- 1980年（昭和55年）4月 東京大学経理部長
- 1981年（昭和56年）
  - 4月1日 文部省初等中等教育局企画官
  - 7月1日 文部省初等中等教育局教科書管理課長
- 1984年（昭和59年）7月1日 文部省高等教育局大学課長
- 1988年（昭和63年）6月10日 文部省大臣官房総務課長
- 1990年（平成2年）7月1日 文部省大臣官房審議官（高等教育局担当）
- 1992年（平成4年）7月1日 文化庁次長
- 1993年（平成5年）7月1日 文部省学術国際局長
- 1994年（平成6年）7月25日 文部省大臣官房長
- 1997年（平成9年）7月1日 文部事務次官
- 2000年（平成12年）
  - 6月15日 退官
  - 7月1日 日本学術振興会理事長
- 2001年（平成13年）12月21日 同再任
- 2002年（平成14年）12月31日 同依願退任
- 2003年（平成15年）1月 国際連合教育科学文化機関日本政府代表部特命全権大使
- 2006年（平成18年）
  - 10月17日 依願免本官
  - 12月 文部科学省顧問
- 2007年（平成19年） 東京国立博物館長
- 2009年（平成21年） 国際医療福祉大学大学院保健医療学専攻教授、政策研究大学院大学理事・客員教授、政策研究大学院大学博士（政策研究）[2]
- 2013年（平成25年）4月1日 公益財団法人大分県芸術文化スポーツ振興財団理事長[3]

## 著書
- 『文化と国際法――世界遺産条約・無形遺産条約と文化多様性条約』（玉川大学出版部、2008年）